# Mazhai (köpinghuvudort i Kina, Zhejiang Sheng, lat 29,09, long 120,37)
Mazhai (kinesiska: 马宅镇, 马宅) är en köpinghuvudort i Kina. Den ligger i provinsen Zhejiang, i den östra delen av landet, omkring 130 kilometer söder om provinshuvudstaden Hangzhou. Antalet invånare är 16 702. Befolkningen består av 8 587 kvinnor och 8 115 män. Barn under 15 år utgör 15,0 %, vuxna 15-64 år 67 %, och äldre över 65 år 17,0 %.
Runt Mazhai är det ganska tätbefolkat, med 155 invånare per kvadratkilometer. Närmaste större samhälle är Hengdian, 8,7 km nordväst om Mazhai. I omgivningarna runt Mazhai växer i huvudsak blandskog.
Genomsnittlig årsnederbörd är 2 143 millimeter. Den regnigaste månaden är juni, med i genomsnitt 396 mm nederbörd, och den torraste är januari, med 70 mm nederbörd.